# Athlétisme aux Jeux méditerranéens de 1963
Navigation
Les compétitions d'athlétisme des Jeux méditerranéens de 1963 se sont déroulées à Naples, en Italie.
Seules des épreuves masculines sont organisées, les épreuves féminines ne faisant leur apparition qu’à partir de 1967.

## Résultats

### Hommes
| Épreuves          | Or                                                                                         | Argent                                                                                         | Bronze                           |
| ----------------- | ------------------------------------------------------------------------------------------ | ---------------------------------------------------------------------------------------------- | -------------------------------- |
| 100 m             | Claude Piquemal 10 s 5                                                                     | Livio Berruti 10 s 6                                                                           | Lazar Benakoun 11 s 0            |
| 200 m             | Livio Berruti 21 s 1                                                                       | Armando Sardi 21 s 3                                                                           | Sergio Ottolina 21 s 6           |
| 400 m             | Michel Hiblot 47 s 6                                                                       | Nikolaos Regoukos 48 s 0                                                                       | Jean-Pierre Boccardo 48 s 4      |
| 800 m             | Francesco Bianchi 1 min 50 s 6                                                             | François Châtelet 1 min 50 s 7                                                                 | Jean Pellez 1 min 51 s 3         |
| 1 500 m           | Jean Wadoux 3 min 54 s 4                                                                   | Tomás Barris 3 min 54 s 5                                                                      | Brahim Chemmam 3 min 55 s 7      |
| 5 000 m           | Mohammed Gammoudi 14 min 07 s 4                                                            | Jean Fayolle 14 min 09 s 3                                                                     | Fernando Aguilar 14 min 12 s 6   |
| 10 000 m          | Mohammed Gammoudi 29 min 34 s 2                                                            | Franc Cervan 29 min 44 s 8                                                                     | Iluminado Corcuera 29 min 54 s 6 |
| Marathon          | Bakir Ben Aïssa 2 h 26 min 50 s                                                            | Francesco Putti 2 h 36 min 27 s                                                                | Hüseyin Aktas 2 h 41 min 03 s    |
| 110 m haies       | Michel Chardel 13 s 9                                                                      | Marcel Duriez 14 s 1                                                                           | Giorgio Mazza 14 s 1             |
| 400 m haies       | Roberto Frinolli 51 s 4                                                                    | Eddy Van Praagh 52 s 2                                                                         | Robert Poirier 52 s 4            |
| 4 × 100 m         | Italie Livio Berruti Pasquale Giannattasio Sergio Ottolina Armando Sardi 40 s 1            | France Jean-Louis Brugier Paul Genevay Claude Piquemal Jocelyn Delecour 40 s 1                 | Maroc 41 s 3                     |
| 4 × 400 m         | France Jean-Claude Leriche Eddy van Praagh Michel Hiblot Jean-Pierre Boccardo 3 min 11 s 8 | Espagne Juan Francisco Suarez Francisco Javier Sainz Virgilio Gonzalez Pablo Cano 3 min 13 s 7 | Grèce 3 min 15 s 4               |
| 50 km marche      | Abdon Pamich 4 h 33 min 13 s                                                               | Ahmed Naceur Ben Messaoud 4 h 39 min 47 s                                                      | Gianni Corsaro 4 h 44 min 38 s   |
| Saut en longueur  | Luis Felipe Areta 7,48 m                                                                   | Jean Cochard 7,44 m                                                                            | Alain Lefèvre 7,41 m             |
| Triple saut       | Luis Felipe Areta 15,65 m                                                                  | Giuseppe Gentile 15,50 m                                                                       | Vladimir Njaradi 15,25 m         |
| Saut en hauteur   | Mauro Bogliatti 2,03 m                                                                     | Dragan Andjelkovic 2,00 m                                                                      | Raymond Dugarreau 1,95 m         |
| Saut à la perche  | Roman Lešek 4,75 m                                                                         | Roland Gras 4,55 m                                                                             | Hervé d'Encausse 4,55 m          |
| Lancer du poids   | Silvano Meconi 17,82 m                                                                     | Boško Tomasovic 17,73 m                                                                        | Petar Barišic 17,49 m            |
| Lancer du disque  | Dako Radoševic 53,96 m                                                                     | Gaetano Dalla Pria 52,95 m                                                                     | Franco Grossi 52,85 m            |
| Lancer du marteau | Zvonko Bezjak 63,59 m                                                                      | Guy Husson 63,20 m                                                                             | Ennio Boschini 59,70 m           |
| Lancer du javelot | Carlo Lievore 77,75 m                                                                      | Christian Monneret 76,03 m                                                                     | Vanni Rodeghiero 74,16 m         |